# 上松 (長野市)
上松（うえまつ）は、長野県長野市の北東部の地区。上松一・二・三・四・五丁目がある。郵便番号は、380-0802。
全域が長野市役所（本庁直轄）第二地区の管内である。

## 概要
地区の北端を浅川が流れ、西部には城山・地附山がそびえる。中央部を長野県道37号長野信濃線（長野大通り先線）が南北に貫き、北部幹線・SBC通りが西に向かって走っている。南向きの傾斜地であり、北部は浅川の谷口にあたる。周囲は以下の大字・町丁と接する。
善光寺の北東に位置する、長野市街地を見下ろすような比較的古くからの住宅街である。
一丁目には長野県長野高等学校があり、その北側のSBC通り沿いにはファストフード店やイオンタウン、ヤマダ電機等が並ぶ。長野高校の北西にある上松交差点（上松五差路）は、長野市街地からの長野大通り先線・善光寺からの長野県道37号長野信濃線・吉田方面からのSBC通り・飯綱高原や戸隠方面からの長野県道37号長野信濃線に加えて雲上殿方面からの展望道路が集中する五差路であり、渋滞の名所となっている。
二丁目は南東向きに傾斜がきつい、閑静な住宅街で、南部には長野市城山動物園や信濃招魂社の森が広がる。
三丁目は地附山の中腹にあたり、1968年（昭和43年）ごろから長野県企業局が造成した湯谷団地が、東〜南向き斜面に段々畑状に広がっている。この湯谷団地は1985年（昭和60年）に起きた地附山地すべり災害によって死者26人・負傷者14人・全半壊60戸という甚大な被害を蒙った。現在でも長野市街地から、お椀状に抉り取られた山肌を見ることができる。
四丁目は三丁目に比べれば平坦な住宅地である。中央部には長野市立湯谷小学校があり、地すべり災害の際には湯谷団地住民の避難所となった。
五丁目は浅川の谷口にあたり、半分程度は山林である。湯谷第二団地（湯谷団地と異なりアパートタイプ）が立地するほか、長野県道37号長野信濃線に沿って住宅地となっている。

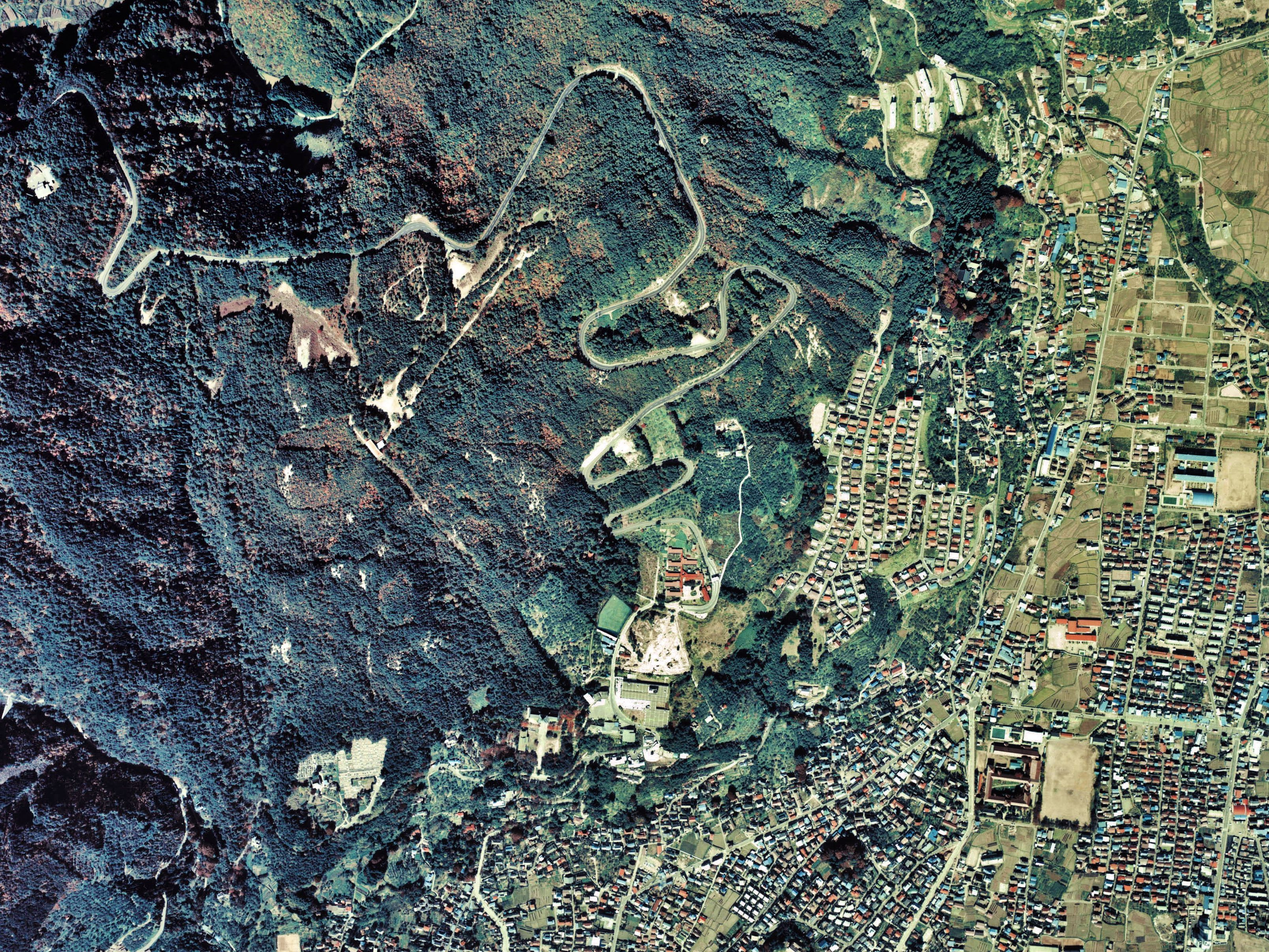
地滑り災害前の地附山。戸隠バードラインがまだつながっており、山中にロープウェイやスキー場等が拓かれている様子が見て取れる

住居表示未施行の区域には地附山の山頂があり、山の南中腹には善光寺の大納骨堂である雲上殿が市街地を見下ろしている。昭和30年代には雲上殿と地附山山頂を結ぶ善光寺ロープウェイが運行を始め、遊園地・動物園・スキー場・ゴルフ場・ヘルスセンターなどを取りそろえた市内有数の観光地となった。しかし戸隠バードラインの開通（この付近に上松料金所が置かれた）によって飯綱高原・戸隠への通過点となったことから衰退し、昭和50年代までにはこうしたレジャー施設は撤退した。その一帯は前述の地すべり災害で戸隠バードラインや沿道にあった老人ホーム、下段の湯谷団地もろとも押し流され、現在は防災メモリアル地附山公園として整備されている。
地区内の人口および世帯数は以下の通り（令和5年3月1日現在）。
|            | 世帯数    | 人口    |
| ---------- | --------- | ------- |
| 上松一丁目 | 521世帯   | 1,084人 |
| 上松二丁目 | 818世帯   | 1,685人 |
| 上松三丁目 | 578世帯   | 1,275人 |
| 上松四丁目 | 946世帯   | 2,120人 |
| 上松五丁目 | 355世帯   | 769人   |
| 大字上松   | 0世帯     | 0人     |
|            |           |         |
| 計         | 3,218世帯 | 6,933人 |

### 沿革
現在の上松地区の範囲は、旧上水内郡上松村の範囲に相当する。
旧上松村の歴史
- 江戸時代 - 前身の水内郡上松村は松代藩領であった
- 1874年（明治7年）5月 - 洗心学校（長野市立三輪小学校の前身）から分かれて、上松学校（長野市立湯谷小学校の前身）が村内に設立
- 1879年（明治12年）1月4日 - 郡区町村編制法施行。上松村は上水内郡に属する
- 1889年（明治22年）4月1日 - 上水内郡上松村、同郡中越村・宇木村・古野村とともに三輪村に編入
- 1923年（大正12年）7月1日 - 上水内郡三輪村、同郡吉田町・芹田村・古牧村とともに長野市に編入。旧上松村域は大字上松となる

長野市上松の歴史
- 1940年（昭和15年）4月16日 - 長野県長野中学校（現 長野県長野高等学校）が、西長野町（上野丘キャンパス）から現在地（金鵄ヶ台キャンパス）に移転
- 1949年（昭和24年） - 大字上松に、善光寺大納骨堂雲上殿が落慶（住所表記は箱清水3丁目）
- 1961年（昭和36年）3月20日 - 雲上殿と地附山とを結ぶ、善光寺ロープウェイが運行開始（1975年（昭和50年）廃止）。前年に定められた五か年計画により、周辺の観光開発が進む
- 1961年（昭和36年）8月20日 - 大字上松（現 上松二丁目）に、長野市城山動物園が開園
- 1964年（昭和39年）9月16日 - 大字上松と上水内郡戸隠村（現 長野市戸隠）とを結ぶ、戸隠バードラインが全線開通。上松料金所が置かれる
- 1971年（昭和46年）6月13日 - 大字上松（現 上松二丁目）に、城山市民プールが開場
- 1971年（昭和46年）10月1日 - 住居表示施行。大字上松の一部が、上松一・二・三・四・五丁目となる
- 1973年（昭和48年） - 上松三丁目の戸隠バードライン沿いに、長野郵便貯金会館（メルパルク長野）が開館。のち、1997年（平成9年）に鶴賀七瀬の現在地に移転
- 1985年（昭和60年）7月26日 - 地附山地滑り災害発生。老人福祉施設松寿荘（大字上松）で入居者老人26人が死亡したほか、湯谷団地等の住宅60戸が押し流される
- 1985年（昭和60年）7月28日 - 上松二丁目に、長野市少年科学センターが開館
- 2004年（平成16年）10月23日 - 大字上松に、防災メモリアル地附山公園が開園
- 2010年（平成22年）6月1日 - 長野市地域公共交通総合連携計画に基づき、地区内で長野市乗合タクシー 西長野・上松線（コバヤシスーパー - 西友長野北店）の運行開始。

## 交通
路線バス
地区内の長野県道37号長野信濃線・SBC通りを、アルピコ交通（川中島バス）の以下の路線系統が走っている。
- アルピコ交通（川中島バス）
  - 11・21 松岡 / 大塚南 - 長野駅 - 宇木
  - 16 長野駅 - 若槻団地 - 若槻東条
  - 17 長野駅 - 浅川西条 - 若槻東条
  - 70急 長野駅 - 戸隠高原

地区内の長野大通り先線・SBC通りを、長電バスの以下の路線系統が走っている。
- 長電バス
  - 1 長野駅 - 東長野病院
  - 2 長野駅 - 三才駅 - 柳原
  - 3 長野駅 - 浅川西条

地区内の長野大通り先線・長野県道37号長野信濃線・北部幹線を、長電バスの以下の路線系統が走っている。
- 長電バス
  - 4 長野駅 - 檀田 - 三才駅 - 柳原

## 施設

### 上松一丁目

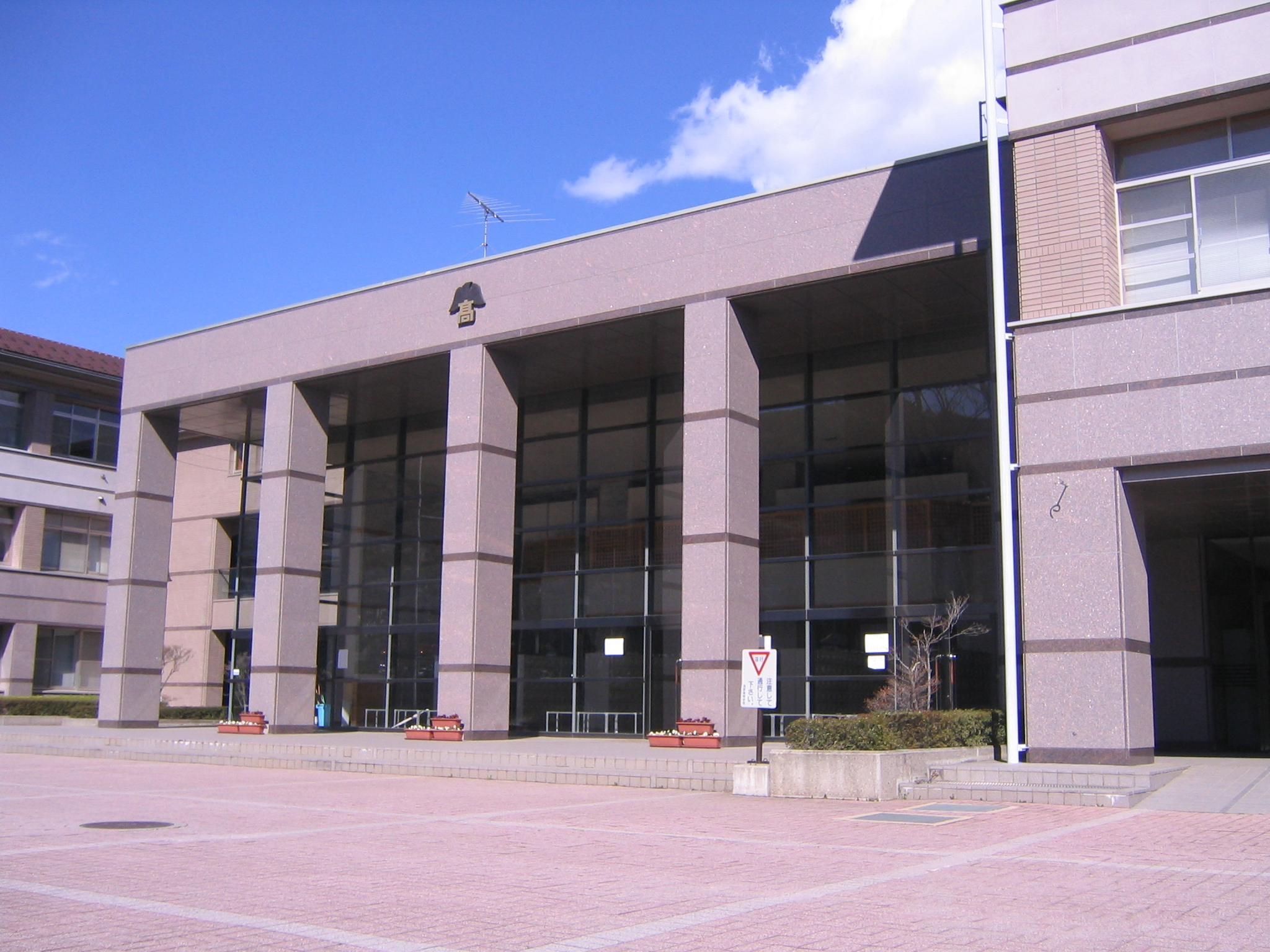
長野高等学校

- 長野県長野高等学校
  - 金鵄会館（旧校舎＝登録有形文化財）
- マクドナルド 長野SBC通り店
- すき家 長野SBC通り店

### 上松二丁目

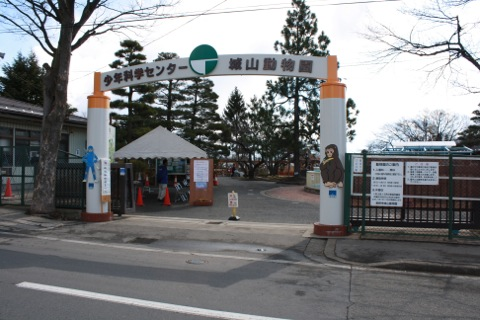
長野市城山動物園
- 長野市城山市民プール
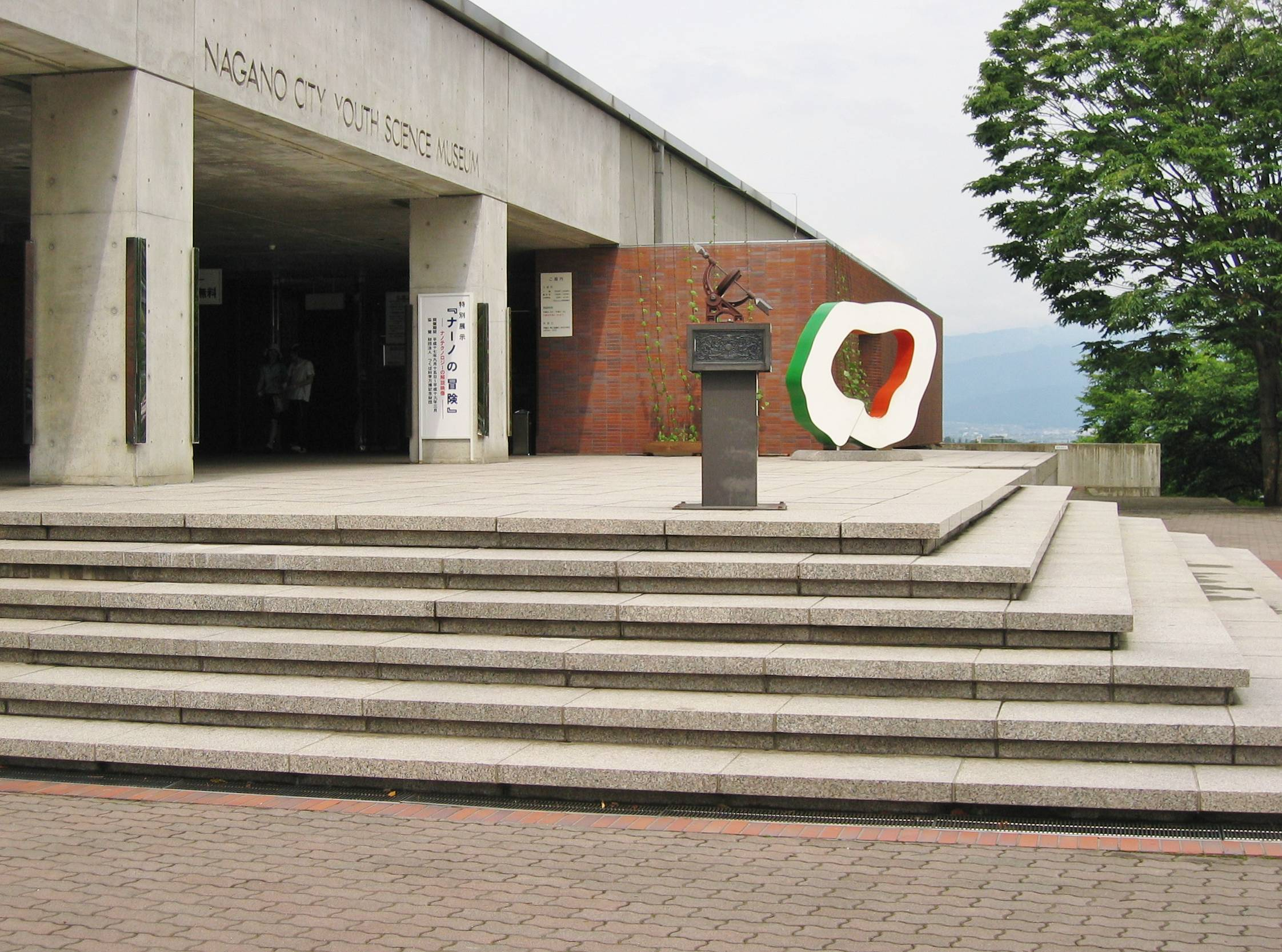
長野市少年科学センター（閉館）
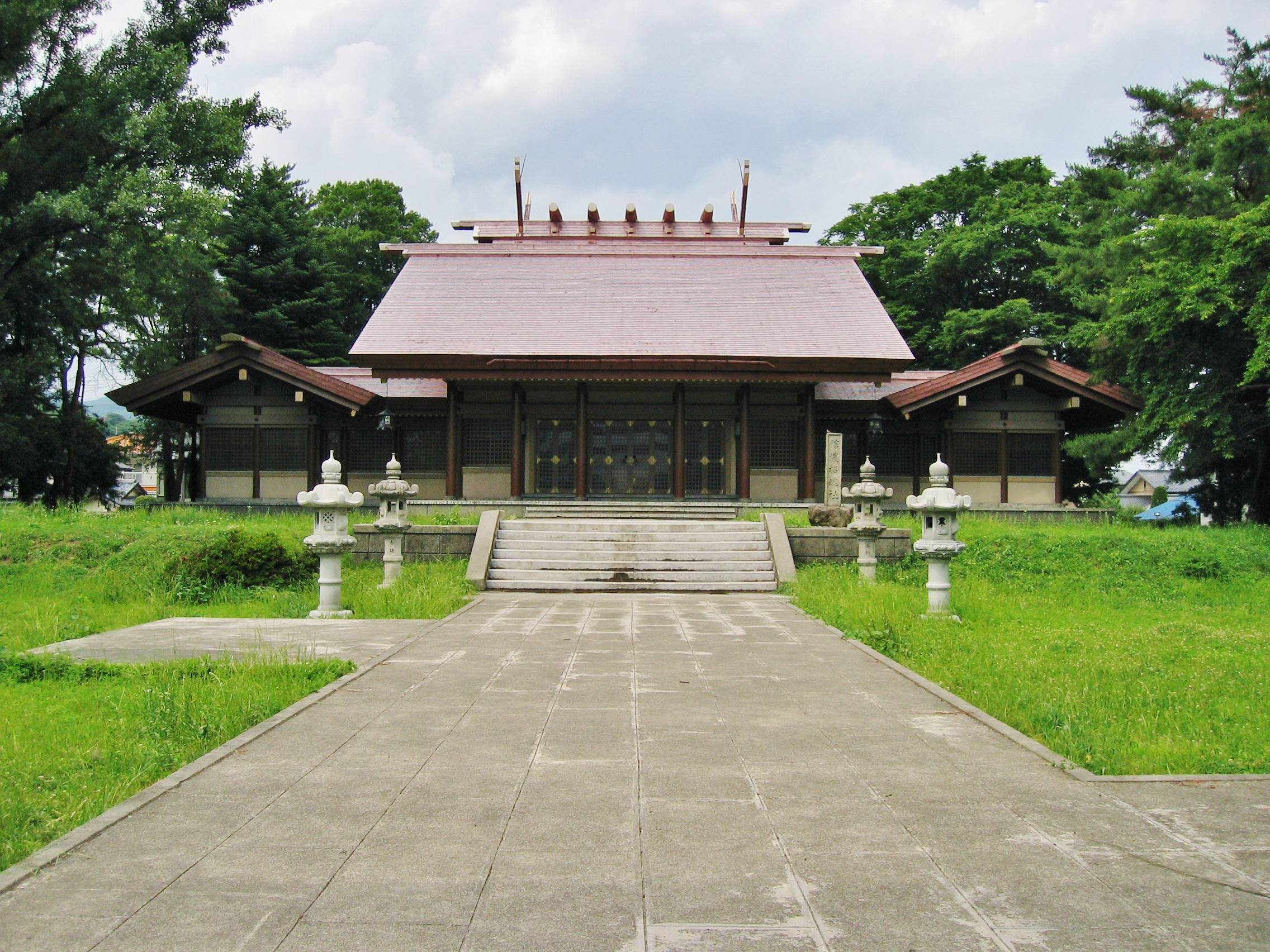
信濃招魂社

- 長野市城山動物園
- 長野市少年科学センター
- 信濃招魂社

### 上松三丁目

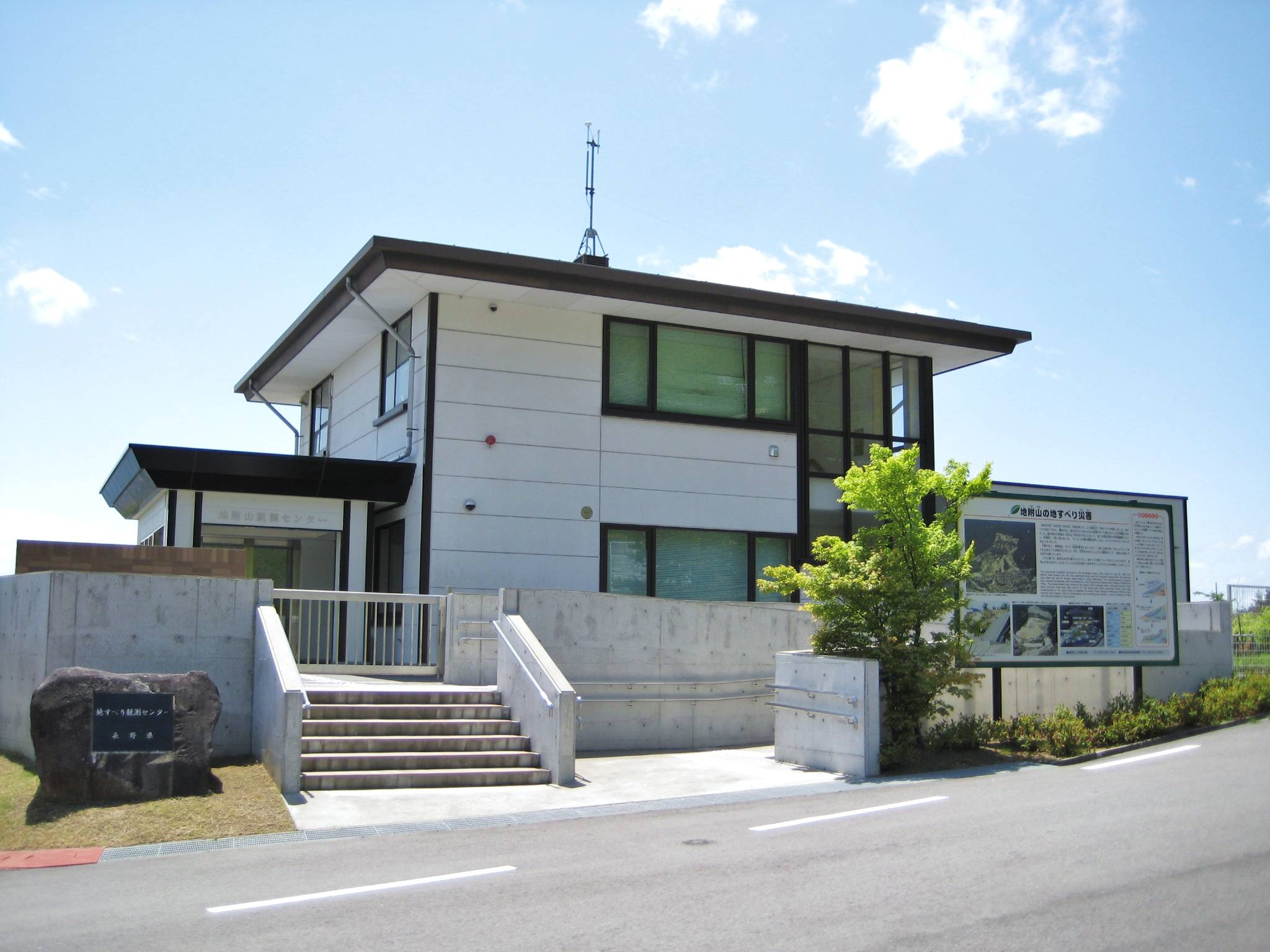
地附山地すべり観測センター

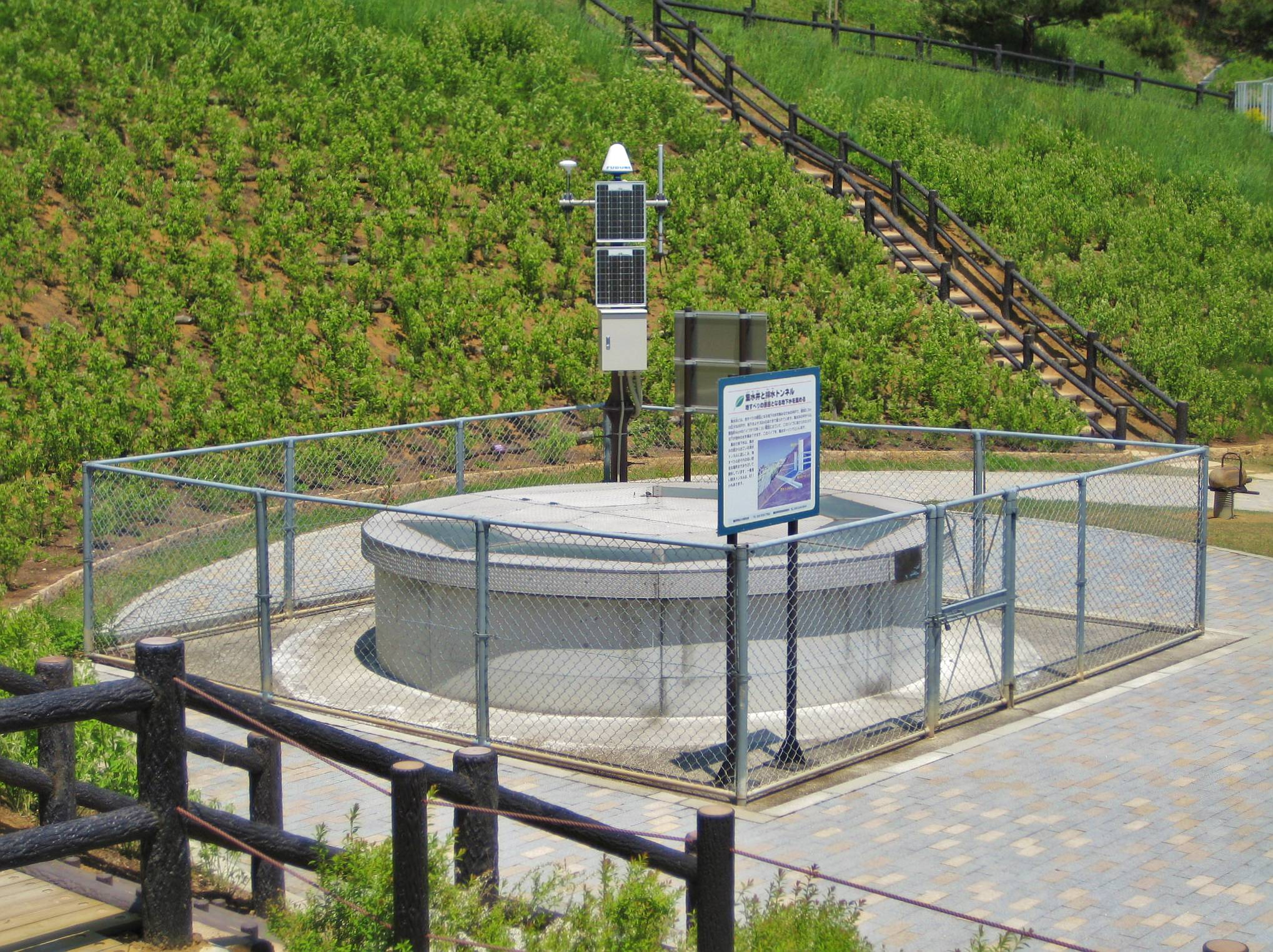
地附山の地すべり抑制・監視設備

- 地附山地すべり観測センター
- 湯谷団地

### 上松四丁目
- 長野信用金庫 城北支店
- くるまやラーメン 長野上松店
- デリシア 上松店
- 長野市営住宅上松東団地
- 信学会長野幼稚園
- 長野市立湯谷小学校
- 長野市保健所 北部保健センター

### 上松五丁目
- 上松病院
- 瑞雲山昌禅寺
- 長野県営住宅湯谷第二団地

### 大字上松

防災メモリアル地附山公園

- 駒形嶽駒弓神社
- 防災メモリアル地附山公園
- 善光寺雲上殿（住所表記は箱清水3丁目）